# Tour de France 2006

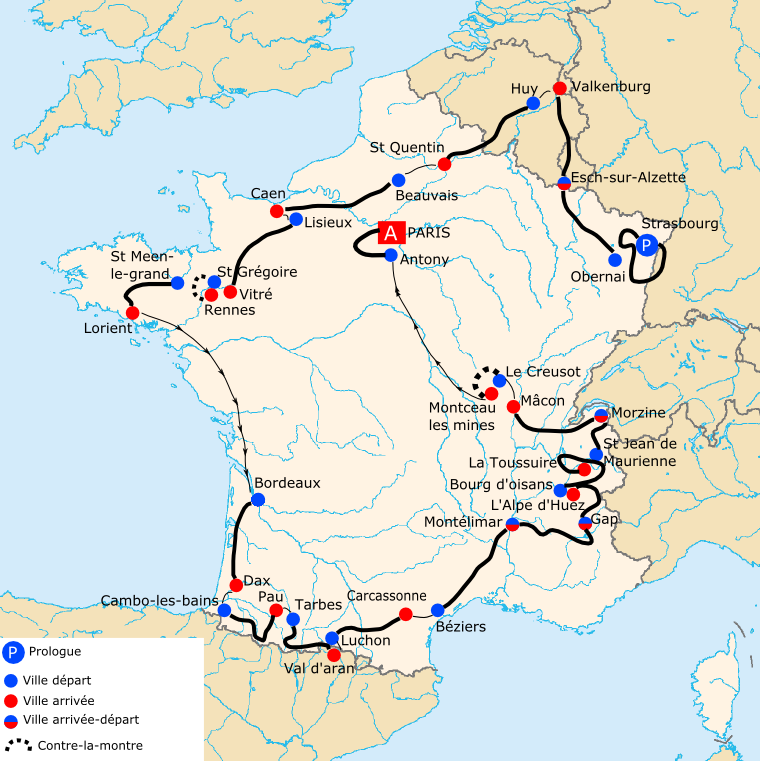
Överblick på etapperna under 2006 års Tour de France.

Tour de France 2006 var den 93:e årgången av Tour de France och startade 1 juli 2006 i Strasbourg och avslutades i Paris den 23 juli 2006. För första gången sedan 1998 års tävling, då Marco Pantani vann, segrade någon annan än Lance Armstrong, som detta år inte ställde upp. Amerikanen Floyd Landis vann tävlingen men när det blev klart att amerikanen hade lämnat ett positivt dopningsprov, av syntetiskt testosteron, under tävlingen gick segern vidare till tvåan i tävlingen, spanjoren Oscar Pereiro. Strax bakom Pereiro slutade tysken Andreas Klöden och spanjoren Carlos Sastre.
Förutom Frankrike besöker cyklisterna även Luxemburg, Belgien, Nederländerna och Spanien.

## Dopingskandal före starten
Dagen före tourens första etapp meddelades att ett flertal cyklister inte fick cykla tävlingen då de var inblandade i en pågående dopingutredning. Bland de som stoppats fanns bland annat förhandsfavoriterna Ivan Basso, Jan Ullrich och Francisco Mancebo. Även fem cyklister i Liberty Seguros-Würth stoppades innan Touren vilket ledde till att laget bara hade fyra cyklister kvar, vilket var under minimum.

### Cyklister som inte fick starta
- AG2R Prevoyance
  - Francisco Mancebo, Spanien

- Liberty Seguros-Würth
  - Joseba Beloki, Spanien
  - Alberto Contador, Spanien
  - Allan Davis, Australien
  - Jörg Jaksche, Tyskland
  - Isidro Nozal, Spanien

- Team CSC
  - Ivan Basso, Italien

- T-Mobile Team
  - Oscar Sevilla, Spanien
  - Jan Ullrich, Tyskland

## Tröjutveckling
| Etapp          | Vinnare             | Totaltävlingen Gula tröjan | Bergspristävlingen Rödprickiga tröjan | Poängtävlingen Gröna tröjan | Ungdomstävlingen Vita tröjan | Lagtävlingen      | Mest offensiva cyklist |
| -------------- | ------------------- | -------------------------- | ------------------------------------- | --------------------------- | ---------------------------- | ----------------- | ---------------------- |
| Prolog         | Thor Hushovd        | Thor Hushovd               | inget pris                            | Thor Hushovd                | Joost Posthuma               | Discovery Channel | inget pris             |
| 1              | Jimmy Casper        | George Hincapie            | Fabian Wegmann                        | Jimmy Casper                | Benoît Vaugrenard            | Discovery Channel | Walter Beneteau        |
| 2              | Robbie McEwen       | Thor Hushovd               | David de la Fuente                    | Robbie McEwen               | Benoît Vaugrenard            | Discovery Channel | David de la Fuente     |
| 3              | Matthias Kessler    | Tom Boonen                 | Jérôme Pineau                         | Tom Boonen                  | Markus Fothen                | Discovery Channel | José Luis Arrieta      |
| 4              | Robbie McEwen       | Tom Boonen                 | Jérôme Pineau                         | Robbie McEwen               | Markus Fothen                | Discovery Channel | Egoi Martinez          |
| 5              | Óscar Freire        | Tom Boonen                 | Jérôme Pineau                         | Robbie McEwen               | Markus Fothen                | Discovery Channel | Samuel Dumoulin        |
| 6              | Robbie McEwen       | Tom Boonen                 | Jérôme Pineau                         | Robbie McEwen               | Benoît Vaugrenard            | Discovery Channel | Anthony Geslin         |
| 7 (Tempolopp)  | Sergej Gontjar      | Sergej Gontjar             | Jérôme Pineau                         | Robbie McEwen               | Markus Fothen                | T-Mobile Team     | inget pris             |
| 8              | Sylvain Calzati     | Sergej Gontjar             | Jérôme Pineau                         | Robbie McEwen               | Markus Fothen                | T-Mobile Team     | Sylvain Calzati        |
| 9              | Óscar Freire        | Sergej Gontjar             | Jérôme Pineau                         | Robbie McEwen               | Markus Fothen                | T-Mobile Team     | Christian Knees        |
| 10             | Juan Miguel Mercado | Cyril Dessel               | Cyril Dessel                          | Robbie McEwen               | Markus Fothen                | Ag2r Prévoyance   | Juan Miguel Mercado    |
| 11             | Denis Mensjov       | Floyd Landis               | David de la Fuente                    | Robbie McEwen               | Markus Fothen                | T-Mobile Team     | David de la Fuente     |
| 12             | Jaroslav Popovytj   | Floyd Landis               | David de la Fuente                    | Robbie McEwen               | Markus Fothen                | T-Mobile Team     | Daniele Bennati        |
| 13             | Jens Voigt          | Óscar Pereiro              | David de la Fuente                    | Robbie McEwen               | Markus Fothen                | Team CSC          | Jens Voigt             |
| 14             | Pierrick Fédrigo    | Óscar Pereiro              | David de la Fuente                    | Robbie McEwen               | Markus Fothen                | Team CSC          | Salvatore Commesso     |
| 15             | Fränk Schleck       | Floyd Landis               | David de la Fuente                    | Robbie McEwen               | Markus Fothen                | Team CSC          | Stefano Garzelli       |
| 16             | Michael Rasmussen   | Óscar Pereiro              | Michael Rasmussen                     | Robbie McEwen               | Markus Fothen                | Team CSC          | Michael Rasmussen      |
| 17             | Carlos Sastre       | Óscar Pereiro              | Michael Rasmussen                     | Robbie McEwen               | Damiano Cunego               | T-Mobile Team     | Floyd Landis           |
| 18             | Matteo Tosatto      | Óscar Pereiro              | Michael Rasmussen                     | Robbie McEwen               | Damiano Cunego               | T-Mobile Team     | Levi Leipheimer        |
| 19 (Tempolopp) | Sergej Gontjar      | Floyd Landis               | Michael Rasmussen                     | Robbie McEwen               | Damiano Cunego               | T-Mobile Team     | inget pris             |
| 20             | Thor Hushovd        | Floyd Landis               | Michael Rasmussen                     | Robbie McEwen               | Damiano Cunego               | T-Mobile Team     | Aitor Hernandez        |
| Final          |                     | Óscar Pereiro              | Michael Rasmussen                     | Robbie McEwen               | Damiano Cunego               | T-Mobile Team     | David de la Fuente     |

Bärare av ledartröjorna när den ledande cyklisten i tävlingen även har burit en annan ledartröja
- Etapp 1, George Hincapie bar den gröna poängtröjan.
- Etapp 4, Daniele Bennati bar den gröna poängtröjan.
- Etapp 11, Juan Miguel Mercado bar den rödprickiga bergsmästartröjan.

## Slutställning
| Plats | Person            | Land          | Lag                            | Tid      |
| 1     | Oscar Pereiro     | Spanien       | Caisse d'Epargne-Illes Balears | 00.00.57 |
| 2     |                   |               |                                |          |
| 3     | Andreas Klöden    | Tyskland      | T-Mobile Team                  | 00.01.29 |
| 4     | Carlos Sastre     | Spanien       | Team CSC                       | 00.03.13 |
| 5     | Cadel Evans       | Australien    | Davitamon-Lotto                | 00.05.08 |
| 6     | Denis Mensjov     | Ryssland      | Rabobank                       | 00.07.06 |
| 7     | Cyril Dessel      | Frankrike     | AG2R Prevoyance                | 00.08.41 |
| 8     | Christophe Moreau | Frankrike     | AG2R Prevoyance                | 00.09.37 |
| 9     | Haimar Zubeldia   | Spanien       | Euskaltel-Euskadi              | 00.12.05 |
| 10    | Michael Rogers    | Australien    | T-Mobile Team                  | 00.15.07 |
| 11    | Fränk Schleck     | Luxemburg     | Team CSC                       | 00.17.46 |
| 12    | Damiano Cunego    | Italien       | Lampre-Fondital                | 00.19.19 |
| 13    | Levi Leipheimer   | USA           | Gerolsteiner                   | 00.19.22 |
| 14    | Michael Boogerd   | Nederländerna | Rabobank                       | 00.19.46 |
| 15    | Marcus Fothen     | Tyskland      | Gerolsteiner                   | 00.19.57 |

### Poängtävlingen
| Plats | Person                 | Land       | Lag                    | Poäng |
| 1     | Robbie McEwen          | Australien | Davitamon-Lotto        | 288   |
| 2     | Erik Zabel             | Tyskland   | Team Milram            | 199   |
| 3     | Thor Hushovd           | Norge      | Crédit Agricole        | 195   |
| 4     | Bernhard Eisel         | Österrike  | Française des Jeux     | 176   |
| 5     | Luca Paolini           | Italien    | Team Liquigas          | 174   |
| 6     | Inaki Isasi            | Spanien    | Euskaltel-Euskadi      | 130   |
| 7     | Francisco José Ventoso | Spanien    | Saunier Duval-Prodir   | 128   |
| 8     | Cristian Moreni        | Italien    | Cofidis                | 116   |
| 9     | Jimmy Casper           | Frankrike  | Cofidis                | 98    |
| 10    | Floyd Landis           | USA        | Phonak Hearing Systems | 93    |

### Bergspristävlingen
| Plats | Person             | Land          | Lag                    | Poäng |
| 1     | Michael Rasmussen  | Danmark       | Rabobank               | 166   |
| 2     | Floyd Landis       | USA           | Phonak Hearing Systems | 131   |
| 3     | David De La Fuente | Spanien       | Saunier Duval-Prodir   | 113   |
| 4     | Carlos Sastre      | Spanien       | Team CSC               | 99    |
| 5     | Fränk Schleck      | Luxemburg     | Team CSC               | 96    |
| 6     | Michael Boogerd    | Nederländerna | Rabobank               | 93    |
| 7     | Damiano Cunego     | Italien       | Lampre-Fondital        | 80    |
| 8     | Cyril Dessel       | Frankrike     | AG2R Prevoyance        | 72    |
| 9     | Levi Leipheimer    | USA           | Gerolsteiner           | 66    |
| 10    | Andreas Klöden     | Tyskland      | T-Mobile Team          | 64    |

### Ungdomstävlingen
| Plats | Person             | Land          | Lag                  | Tid      |
| 1     | Damiano Cunego     | Italien       | Lampre-Fondital      | 89.58.49 |
| 2     | Markus Fothen      | Tyskland      | Gerolsteiner         | 00.00.38 |
| 3     | Matthieu Sprick    | Frankrike     | Bouygues Télécom     | 01.29.12 |
| 4     | David De La Fuente | Spanien       | Saunier Duval-Prodir | 01.36.00 |
| 5     | Moises Duenas      | Spanien       | Agritubel            | 01.48.40 |
| 6     | Thomas Lövkvist    | Sverige       | Française des Jeux   | 01.52.54 |
| 7     | Francisco Ventoso  | Spanien       | Saunier Duval-Prodir | 02.22.03 |
| 8     | Joost Posthuma     | Nederländerna | Rabobank             | 02.32.41 |
| 9     | Benoît Vaugrenard  | Frankrike     | Française des Jeux   | 02.33.12 |
| 10    | Pieter Weening     | Nederländerna | Rabobank             | 02.36.44 |

## Etapper
Tour de France 2006 innehåller nio platta etapper, fem bergsetapper, fyra medelhårda etapper och två individuella tempolopp.
| Etapp   | Start och mål                                | Sträcka | Typ                    | Datum            | Etappsegrare        | Gula ledartröjan |
| ------- | -------------------------------------------- | ------- | ---------------------- | ---------------- | ------------------- | ---------------- |
| P       | Strasbourg                                   | 7 km    | Individuellt tempolopp | Lördag, 1 juli   | Thor Hushovd        | Thor Hushovd     |
| 1       | Strasbourg - Strasbourg                      | 183 km  |                        | Söndag, 2 juli   | Jimmy Casper        | George Hincapie  |
| 2       | Obernai - Esch-sur-Alzette                   | 223 km  |                        | Måndag, 3 juli   | Robbie McEwen       | Thor Hushovd     |
| 3       | Esch-sur-Alzette - Valkenburg                | 216 km  |                        | Tisdag, 4 juli   | Matthias Kessler    | Tom Boonen       |
| 4       | Huy - Saint-Quentin                          | 215 km  |                        | Onsdag, 5 juli   | Robbie McEwen       | Tom Boonen       |
| 5       | Beauvais - Caen                              | 219 km  |                        | Torsdag, 6 juli  | Oscar Freire        | Tom Boonen       |
| 6       | Lisieux - Vitré                              | 184 km  |                        | Fredag, 7 juli   | Robbie McEwen       | Tom Boonen       |
| 7       | Saint Grégoire - Rennes                      | 52 km   | Individuellt tempolopp | Lördag, 8 juli   | Sergej Gontjar      | Sergej Gontjar   |
| 8       | Saint-Méen-le-Grand - Lorient                | 177 km  |                        | Söndag, 9 juli   | Sylvain Calzati     | Sergei Gontjar   |
| Vilodag | Vilodag                                      | Vilodag | Vilodag                | Måndag, 10 juli  | Vilodag             | Vilodag          |
| 9       | Bordeaux - Dax                               | 170 km  |                        | Tisdag, 11 juli  | Oscar Freire        | Sergej Gontjar   |
| 10      | Cambo-les-Bains - Pau                        | 193 km  | Bergsetapp             | Onsdag, 12 juli  | Juan Miguel Mercado | Cyril Dessel     |
| 11      | Tarbes - Val d'Aran-Pla-de-Beret             | 208 km  | Bergsetapp             | Torsdag, 13 juli | Denis Mensjov       | Floyd Landis     |
| 12      | Luchon - Carcassonne                         | 211 km  |                        | Fredag, 14 juli  | Jaroslav Popovytj   | Floyd Landis     |
| 13      | Béziers - Montélimar                         | 231 km  |                        | Lördag, 15 juli  | Jens Voigt          | Oscar Pereiro    |
| 14      | Montélimar - Gap                             | 181 km  |                        | Söndag, 16 juli  | Pierrick Fédrigo    | Oscar Pereiro    |
| Vilodag | Vilodag                                      | Vilodag | Vilodag                | Måndag, 17 juli  | Vilodag             | Vilodag          |
| 15      | Gap - L'Alpe d'Huez                          | 187 km  | Bergsetapp             | Tisdag, 18 juli  | Fränk Schleck       | Floyd Landis     |
| 16      | Bourg d'Oisans - La Toussuire                | 182 km  | Bergsetapp             | Onsdag, 19 juli  | Michael Rasmussen   | Oscar Pereiro    |
| 17      | Saint-Jean-de-Maurienne - Morzine            | 199 km  | Bergsetapp             | Torsdag, 20 juli | Floyd Landis        | Oscar Pereiro    |
| 18      | Morzine - Mâcon                              | 193 km  |                        | Fredag, 21 juli  | Matteo Tosatto      | Oscar Pereiro    |
| 19      | Le Creusot - Montceau-les-Mines              | 56 km   | Individuellt tempolopp | Lördag, 22 juli  | Sergej Gontjar      | Floyd Landis     |
| 20      | Antony-Parc de Sceaux - Paris Champs-Élysées | 152 km  |                        | Söndag, 23 juli  | Thor Hushovd        | Floyd Landis     |
| Totalt  | Totalt                                       | 3639 km |                        |                  |                     | Floyd Landis     |